# Sainte-Colombe (Doubs)
 Sainte-Colombe  es una comuna y población de Francia, en la región de Franco Condado, departamento de Doubs, en el distrito y cantón de Pontarlier.
Su población en el censo de 1999 era de 232 habitantes.
Está integrada en la Communauté de communes du Larmont .
- Datos: Q909127
- Multimedia: Sainte-Colombe (Doubs) / Q909127

1. ↑  Worldpostalcodes.org, código postal n.º 25300.
2. ↑  INSEE, Datos de población para el año 2012 de Sainte-Colombe (en francés).